# Janusz Komendera
Janusz Komendera (ur. 21 września 1973) – polski łyżwiarz figurowy, wicemistrz i reprezentant Polski.

## Kariera sportowa
Dwukrotnie zdobył wicemistrzostwo Polski w konkurencji par sportowych (1993 – z Magdaleną Kolniak, 1994 – z Dorotą Zagórską). W 1994 wystąpił na mistrzostwach Europy, zajmując 18. miejsce (z D. Zagórską).
Po zakończeniu kariery jeździł w rewiach, a następnie zajął się trenowaniem młodych zawodników.

## Wybrane osiągnięcia
| Wyniki                                                                                              | Wyniki    | Wyniki    | Wyniki    |
| Zawody                                                                                              | 1992-1993 | 1993–1994 | 1994-1995 |
| --------------------------------------------------------------------------------------------------- | --------- | --------- | --------- |
| Mistrzostwa Europy                                                                                  |           | 18        |           |
| Mistrzostwa Polski                                                                                  | 2         | 2         | 3         |
| Sezon 1992/93: z Magdaleną Kolniak Sezon 1993/94: z Dorotą Zagórską Sezon 1994/95: z Sabiną Wojtalą |           |           |           |